# Porto di Cavergnago
Il porto di Cavergnago era un antico porto fluviale, posto presso la foce del Marzenego in prossimità di Mestre. Fu attivo tra i secoli IX e XVI. Oggi è completamente scomparso a seguito del riassetto idraulico della zona realizzato nel Cinquecento dalla Repubblica di Venezia.

## Storia
Il porto, noto anche come Porto di Treviso perché originariamente compreso nel territorio imperiale della Marca Trevigiana e appartenente ai domini dei vescovi di Treviso, sorse a breve distanza dal confine col Ducato di Venezia, che correva in corrispondenza dell'adiacente borgo di Campalto, diventando luogo di dogana e principale punto d'interscambio per i traffici da e per la Terraferma.
Cavergnago si sviluppò contestualmente alla crescita della vicina Rivoalto, che nell'812 divenne nuova capitale del ducato veneziano, trasformandosi nella nascente città di Venezia.
Come già accennato, infatti, il porto si trovava lungo il tratto terminale del Marzenego (detto anticamente Flumen de Mestre), a breve distanza dall'antica e romana via Annia e alla convergenza delle tre grandi strade medievali che conducevano verso Treviso, Padova, e Castelfranco-Trento: la Trevisana, la Padovana, e la Castellana.
Si trattava dunque di una posizione strategica per il locale sistema di comunicazioni viarie, mentre il Marzenego, sfociando nella laguna di Venezia, creava un profondo canale navigabile che conduceva direttamente ai canneti della parte settentrionale della città, confluendo infine nel Canal Grande attraverso l'odierno canale di Cannaregio.
La località veniva nominata già al tempo del vescovo Rozone, il quale si accordò col doge Pietro I Orseolo per concedere ai Veneziani il possesso di tre magazzini ed il diritto a riscuotervi un terzo delle gabelle e dei dazi, ad eccezione di quelle dovute dai sudditi imperiali.
Lo stesso vescovo Rozone, nel 997, concedeva, nell'atto di fondazione dell'abazia benedettina di Santa Maria di Moliane, all'abate Vitale la corte di Cavergano e la terra allora chiamata di Agugnano (antico nome di Terzo) con l'annessa cappella di Santa Maria, il porto e la terra circostante. La donazione venne poi confermata da Rambaldo, conte di Treviso, e dallo stesso imperatore Ottone III.
Nell'XI secolo i vescovi trevisani eressero a difesa del porto fluviale e del vicino borgo di San Lorenzo il Castello di Mestre, mentre ancora nel febbraio del 1074, a seguito della trasformazione dell'abazia moglianese in monastero femminile, la corte di Cavergnano veniva confermata in proprietà del monastero benedettino e trasferita sotto l'autorità della nuova badessa.
La potestà dei vescovi di Treviso sul porto e sul castello di Mestre venne ulteriormente ribadita nel 1153 da una bolla di papa Eugenio III. I vescovi imponevano a quell'epoca fruttuosi dazi sulle merci di passaggio per Cavergnago, riconoscendo al contempo ai dogi della confinante Venezia la potestà di possedere magazzini ed imporre a loro volta tassazioni su taluni prodotti.
Dopo essere passato sotto l'autorità del Comune trevisano durante l'epoca delle scorrerie degli Ezzelini, nel 1337 il porto, assieme a Mestre e a Treviso stessa, passò sotto il controllo della Serenissima Repubblica.
Questa avviò quasi immediatamente l'escavazione del nuovo canale artificiale detto Fossa Gradeniga, realizzato poco più a sud del corso del Marzenego e destinato a collegare direttamente il borgo di Mestre alla laguna, evitando il tortuoso percorso fluviale. Questa grande opera idraulica consentì lo sviluppo commerciale del centro di Mestre, segnando però al contempo l'inevitabile marginalizzazione e declino del vecchio porto di Cavergnago.
La definitiva fine del porto giunse attorno al 1502, quando la Repubblica, allo scopo di razionalizzare l'ultimo tratto del Marzenego e di deviarne le acque nella parte settentrionale della laguna, avviò la realizzazione di un nuovo canale artificiale, la Fossanuova (oggi Osellino), nel quale vennero convogliate le acque del Marzenego, determinando il prosciugamento del vecchio alveo.

## Localizzazione
L'esatta localizzazione dell'antico porto è incerta, tuttavia essa viene comunemente identificata con un'area non urbanizzata situata ad est del centro di Mestre, poco distante dall'Osellino, dove rimangono tracce del paleoalveolo del Marzenego. Nella zona, in effetti, ancora sopravvive il toponimo Cavernaghi riferito ad una località di Mestre a sud della Bissuola, nella zona del Palasport Taliercio. Con molta probabilità il luogo esatto si trova alla fine dell'attuale via Barbana che, assieme a via Porto di Cavergnago, rappresenta la strada che sin dall'antichità conduceva da Mestre al porto. La via termina proprio a ridosso del canale Osellino, ortogonale ad essa e al porto.